# Generalne Gubernatorstwo (1914–1918)

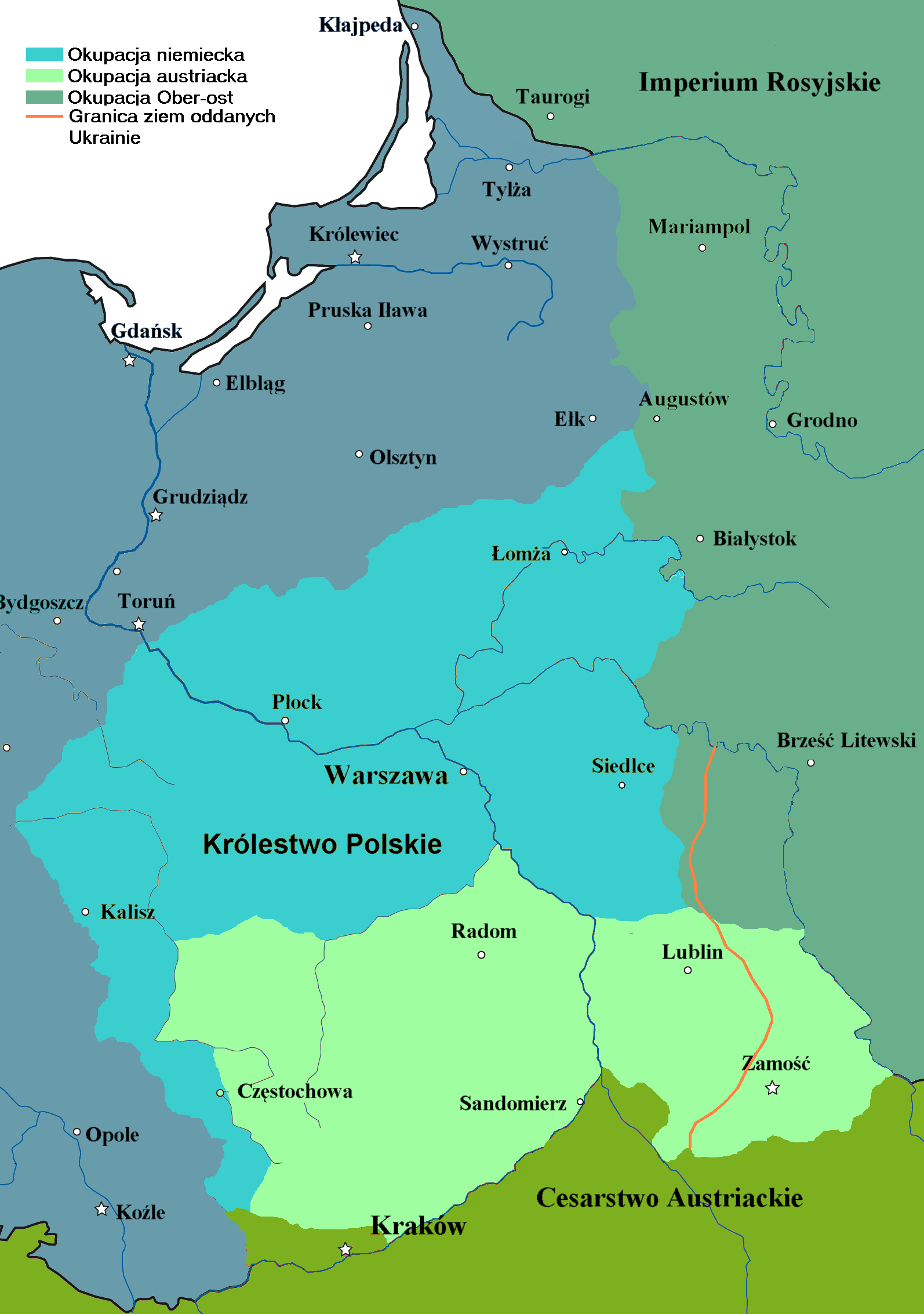
Granice okupacji niemieckiej i austriackiej oraz Ober-Ostu

Generalne Gubernatorstwo – jednostka administracyjno-terytorialna władz okupacyjnych państw centralnych w czasie I wojny światowej.

## Generalne Gubernatorstwo Belgijskie
Niem. Kaiserliche Deutsche Generalgouvernement Belgien – władze ustanowione na części okupowanego terytorium Belgii, istniejące od 26 sierpnia 1914.

## Generalne Gubernatorstwo Warszawskie
Niem. Generalgouverment Warschau - władza utworzona 24 sierpnia 1915 na okupowanych przez Niemcy terenach Królestwa Kongresowego.

## Austro-węgierskie Generalne Gubernatorstwa Wojskowe
- w Lublinie (niem. Militärgeneralgouvernement in Polen, Militärgeneralgouvernement in Lublin) – władza utworzona na okupowanych terenach Królestwa Kongresowego,
- w Belgradzie (niem. k.u.k. Militar-Generalgouvernement in Serbien,  k.u.k. Militärgeneralgouvernement in Belgrad ) – władza utworzona w okupowanej Serbii,
- w Cetyni (niem. k.u.k. Militar-Generalgouvernement in Montenegro, k.u.k. Militar-Generalgouvernement in Cetinje) – władza utworzona w okupowanej Czarnogórze.